# Збручівка
Збру́чівка — село в Україні, у Волочиській міській територіальній громаді Хмельницького району Хмельницької області. Населення становить 44 осіб.

## Географія
Село розташоване на лівому березі річки Збруч.

## Історія
7 (20) листопада 1917 року, відповідно до Третього Універсалу Української Центральної Ради, увійшло до складу Української Народної Республіки.
12 червня 2020 року, відповідно до розпорядження Кабінету Міністрів України № 727-р «Про визначення адміністративних центрів та затвердження територій територіальних громад Хмельницької області», увійшло до складу Волочиської міської громади.
19 липня 2020 року, в результаті адміністративно-територіальної реформи та ліквідації Волочиського району, увійшло до складу новоутвореного Хмельницького району.

## Пам'ятки
Неподалік від села розташований Авратинський заказник.

## Символіка
Затверджена 17 жовтня 2018 р. рішенням № 874 XLVII сесії міської ради VII скликання. Автори — Володимир Олександрович Кучерявий, Андрій Григорович Воловський, Наталія Анатоліївна Миколюк, Ігор Анатолійович Чорний, Григорій Федотович Пасєка, К. М. Богатов, В. М. Напиткін.

### Герб
В щиті, розтятому зігнуто у формі оберненої літери «S» на лазур і срібло, дві водяні лілеї в стовп: срібна з пурпуровою серединкою в лазуровому, пурпурова з срібною серединкою в сріблі. Щит вписаний в декоративний картуш і увінчаний золотою сільською короною. Унизу картуша напис «ЗБРУЧІВКА» і дата «1702».
S-подібний поділ щита повторює вигин річки Збруч, на березі якої стоїть село; лілеї — символ природного заказника, який існує біля села.

### Прапор
Квадратне полотнище поділене вертикально вигнуто у формі оберненої літери «S» на синю древкову і білу вільну частини. В центрі полотнища одна під одною дві водяні лілеї: на синій частині біла з пурпуровою серединкою, на білій пурпурова з білою серединкою.

## Уродженці
- Надія Мейхер — українська співачка, колишня солістка жіночого гурту «ВІА Гра».